# 高梁河之战
高梁河之战是北宋在终结五代十国局面之后，宋太宗赵光义为收复幽云十六州地区，于太平兴国四年（979年）六月发动的针对辽国的第一次北伐战争中的重要战役。最終以宋軍大敗告終。

## 战役背景
太平兴国四年五月，太宗赵光义親征率军成功灭掉北汉。由于在讨伐北汉之中辽军看似一触即溃，在对新攻占的土地进行了区划、居民等方面的调整之后，决定出兵伐辽，夺回当年被后晋高祖石敬瑭獻給遼國的幽云十六州地区。但是此时的军队并未经过很良好的整顿，而且将士们都希望得到封赏，并不愿意继续出战，但是也没有人敢向赵光义提出反对意见。此时端州團練使、殿前司都虞候崔翰进言，公开赞成北伐，赵光义非常高兴，直接下令枢密使、檢校太師、忠武軍節度使、侍中、同中書門下平章事曹彬调集各地屯兵。

## 战役准备

### 北宋
此次出征的宋军，大多是刚刚平定北汉的部队，就连主将都没有太大变化，分别是宣徽南院使，開府儀同三司，山南東道節度使，知幽州行府事的潘美、河陽三城節度使的崔彦进、桂州观察使的曹翰、定武軍節度使的孟元喆、彰信軍節度使的刘遇、定國軍節度使，檢校太師，同中書門下平章事的宋渥。

### 辽
经历了援救北汉时的白马岭之战的惨败后，辽国暂时没有什么准备，在北宋出战后才仓促发兵。

## 战役经过

### 沙河之战
太平兴国四年(979年)五月，宋朝集結了三十萬大軍，太宗趙光義領軍御駕親征，由太原出兵，準備北征燕雲，龐大的行軍隊伍，攜帶著軍械刀槍糧草輜重，一路向東，於五月底越過太行山脈，進入河北平原；
六月初七，為保障戰事順利，太宗又下令徵調京東、河北諸州的武器裝備和糧秣運往前線。
十三日，赵光义率兵来到镇州，随行的部队由于士气低落，很多并没有按时集结。赵光义对此非常愤怒，并要以军法处置，被思州刺史、殿前指揮使都虞候赵延溥拦了下来。
二十日，宋军抵达辽国境内。
二十一日，宋军抵达岐沟关，辽东易州（所谓东易州，其实就是岐沟关）刺史刘禹投降，趙光義親披甲冑，進抵益州，东易州全境被宋军控制。赵光义派千余士兵留守，其余部队继续向幽州进发。辽北院大王耶律希达、统军使萧托古、伊实王萨哈率军于沙河阻击宋军。宋殿前司殿前東西班指揮使傅潜、殿前司騎軍日骑东西班指挥使孔守正率部与辽军交战，随后宋军大部队抵达，耶律希达部被击败，宋军生擒辽军五百余人。

### 兵围幽州
二十二日，宋军抵达涿州。辽军守将，判官刘元德放弃抵抗。趙光義未做停留，連夜揮師北上。
二十三日，宋军抵达幽州城南，赵光义入驻宝光寺。辽南院大王耶律斜轸考虑到耶律希达刚刚被击败，于是改用耶律希达的旗帜，于德胜口布置兵力引诱宋军。赵光义亲自率军发起进攻，士气大振，辽军被阵斩达千余人。耶律斜轸率军攻击宋军后方，宋军开始撤退。自此，耶律斜轸屯兵于清沙河北岸，声援幽州城。
二十五日，燕雲之役正式打響，赵光义四面進攻幽州城，命令宋渥从城南、崔彦进从城北、刘遇从城东、孟玄喆从城西，率领各自军队猛攻幽州。城内守将韩德让、刘弘等人一同登上城墙监督部队作战，不敢有丝毫懈怠，时辽迪里都都指挥使李扎勒灿出城投降，城中辽军更加恐慌。
此時幽州孤立無援，唯一出現的援軍，就是耶律斜轸，但因前被宋軍擊敗，只能屯兵于八十里外清沙河北岸的德勝口，声援幽州城，不敢南下。
辽南京马步军都指挥使耶律学古率兵从山后驰至幽州，由于宋军在把幽州城围得水泄不通，耶律学古只得率部掘地道潜入，与城内守军共同拒守。当天宋军三百余人趁着夜色登城，被耶律学古率领守军击退。
三十日，辽景宗耶律贤乘机派南府宰相耶律沙、北院大王耶律休哥各率所部骑兵顶替之前败退的耶律希达，前往幽州救援。 　　

### 致命錯誤決策
太宗信心滿滿，志在必得，在圍成之始，就已提前任命宣徽南院使潘美為幽州知府，就在勝利唾手可得之際，接連做出兩個錯誤且致命，最終導致幽州之戰慘敗的決策：
第一，下令「圍城三匝」，而非「圍三缺一，網開一面」：原本目的，只求攻占幽州城，並非全殲城內軍民，四面圍城，實乃兵家大忌，由於四面被圍，城內軍民沒有活路，反而激起求生意志，拼命抵抗。再者，將全部兵力投入圍城，自然放棄了在外圍偵查，機動阻援的機會；果然，後來宋軍無法提早偵測後續馳援的遼軍，並且有效阻擊，導致遭到內外夾擊。
第二，將御駕行營駐蹕幽州城北：太宗御駕行營，原本是駐蹕在城南寶光寺，如此部署，其身後事完成進攻和戰場清掃的安全地帶，即使兵敗，還可從容向南轉移後撤；不料，攻城前，卻將御駕行營移至城北曠野，不但直接將太宗暴露於遼國援軍南下的最前線，而且一旦戰敗，欲往南撤，還被幽州城阻隔。

### 高梁河之战
太平兴国四年七月，宋军士气进一步下降，并且这种情绪蔓延到了部分主将。
七月初六，耶律沙部与宋军战于高梁河畔，被宋军击退。宋军乘胜追击。当天傍晚，耶律休哥率大军驰至，人手两个火把，宋军没有防备，无从判断辽军兵力，于是停止追击，速于高梁河畔防守列阵。不久遼兵夜戰，耶律休哥部在耶律斜轸部配合下，左右夹攻，耶律学古部亦出城作战，使宋军三面被圍，全线溃败。宋太宗乘驴车並負箭傷南逃，耶律休哥此时身上的伤开始发作，并没有过多追击。辽军追至涿州而止，缴获戰利不可胜计。

## 战役影响
高梁河之戰結束後，宋军的勢气急转直下。宋朝禁軍在後周世宗及宋太祖時，千锤百炼，无疑是强劲如虎的精锐部队，往往戰無不勝。在攻滅北漢之餘，宋军未經修整，主力即自太原出发，幾日之内连克易、涿、顺等州，势如破竹，二十三日已兵临幽州城下。但這時宋軍已是疲惫不堪，無力再戰，最後以慘敗收場。
高梁河之战是宋軍第一次在建國戰爭中承受大敗，從此以後不再具備絕對優勢。在滅掉北漢時，没有给军士应得的赏赐，军士们心中也有怨言。此后宋辽两国进入了短暂的相持状态，两个月后，辽军南下，双方满城之战爆发。